# Martti Ketelä
Martti Ketelä, född den 24 oktober 1944 i Kotka, Finland, död 26 juni 2002 i Helsingfors, Finland, var en finländsk idrottare inom modern femkamp.
Han tog OS-brons i lagtävlingen i samband med de olympiska tävlingarna i modern femkamp 1972 i München.